# Breviphetes viridis
Breviphetes viridis är en insektsart som beskrevs av Oliver Zompro 1998. Breviphetes viridis ingår i släktet Breviphetes och familjen Phasmatidae. Inga underarter finns listade.